# Allocosa molicola
Allocosa molicola là một loài nhện trong họ wolfspinnen (Lycosidae).
Loài này thuộc chi Allocosa. Allocosa molicola được Embrik Strand miêu tả năm 1906.